# Pierino Massenzi
Pierino Massenzi (Roma, 1925 — São Bernardo do Campo, 13 de setembro de 2009) foi um artista plástico, cenógrafo, diretor de arte e desenhista de produção cinematográfica ítalo-brasileiro.

## Biografia e carreira
Radicou-se no Brasil em 1947. De 1949 a 1973, trabalhou em 47 longas-metragens, entre eles O Cangaceiro, Tico-Tico no Fubá, Ravina, Assalto ao Trem Pagador, Ângela e Noite Vazia, entre outros, muitos deles pela Companhia Cinematográfica Vera Cruz.
Como ator, fez uma pequena participação em Luz Apagada (1953), de Carlos Thiré.
Morreu de câncer, aos 84 anos, e foi sepultado no cemitério Jardim da Colina.

## Prêmios
Seu trabalho lhe rendeu dez prêmios Governador do Estado de São Paulo, três da Associação de Críticos de Cinema do Estado de São Paulo e quatro prêmios Saci.